# Francisco Cea Bermúdez
Francisco de Paula de Cea Bermúdez y Buzo (Málaga, 28 de octubre de 1779-París, 6 de julio de 1850) fue un político y diplomático español.

## Biografía
Hijo de Manuel de Cea Bermúdez y Lacosta y hermano del también político Salvador Cea Bermúdez.
Siendo su familia originaria de Archidona (Málaga) y después de dedicarse al comercio con notable éxito en Málaga, en 1810 fue enviado por las Cortes de Cádiz como diplomático a Rusia y negoció el tratado de Amistad, Alianza y Cooperación (Velíkiye Luki, 20 de julio de 1812), por el cual el zar Alejandro I, nuevamente en guerra con Napoleón, establecía una alianza con España y reconocía la Constitución de Cádiz. Tuvo también una destacada actuación en la incorporación de España a la Santa Alianza (1816). Embajador en Constantinopla, Imperio Otomano, durante el Trienio Constitucional (1820-1823) y en Londres, Reino Unido de Gran Bretaña e Irlanda, en 1824 sustituyó al conde de Ofalia como secretario de Estado el 11 de julio de 1824, a los cuarenta y cinco años de edad.
Su gestión fue oscura (de hecho, Calomarde dominaba el ministerio), pero quizás influyó en la oposición a los ultrarrealistas, lo que seguramente ocasionó su caída (24 de octubre de 1825), en favor del duque del Infantado. Fue entonces enviado como embajador a Dresde, Reino de Sajonia (1825-1827), y de nuevo a Londres (1827-1832); y como tal pudo desbaratar algunos intentos de los liberales de desembarcar en la península ibérica.
Tras los sucesos de La Granja del 14 de septiembre de 1832, fue llamado por María Cristina para que formase gobierno y neutralizara a los sectores absolutistas, colaborando con el moribundo Fernando VII en su pugna con el infante Carlos. Fue nombrado nuevamente Secretario de Estado el 1 de octubre de 1832, y promulgó la Pragmática Sanción que suavizaba la Ley Sálica y abría el camino al trono a su hija, la futura Isabel II.
Adoptó asimismo una serie de medidas: 
- Reapertura de las universidades (que llevaban dos años cerradas).
- Amnistía para los liberales (15 de octubre de 1832), permitiendo el regreso de unos diez mil exiliados desde 1823. Quedaban exceptuados de la gracia aquellos que habían votado la destitución del rey y quienes se habían alzado en armas contra su soberanía.
- Reorganización de los cuadros de mando del ejército para eliminar a todos los carlistas.
- Renovación de los ayuntamientos.

Confirmado en su cargo por María Cristina a la muerte del rey Fernando, Cea Bermúdez publicó el Manifiesto del 4 de octubre de 1833, que hizo suscribir a la Regente, en que mostraba su intención de mantener la política anterior, a la vez distanciada de carlistas y liberales, y en emprender reformas administrativas, dando entrada en el gobierno a personalidades como Javier de Burgos y Zarco del Valle.
Sin embargo, su «tercera vía» se mostró impracticable. Tras el Manifiesto de Santarem, en que el infante Carlos María Isidro se proclamaba rey de España, los realistas optaron por alzarse en armas. Iniciada la Primera Guerra Carlista, por su parte, las ofertas de Cea Bermúdez no lograron atraer a los liberales, que insistían en modificaciones constitucionales. Finalmente, estos, en su versión más moderada, lograron el apoyo de algunos cortesanos (entre ellos Miraflores), de capitanes generales (Llauder, Quesada, Fernández de Córdova) y de las embajadas francesa y británica: Cea fue sustituido por el liberal moderado Francisco Martínez de la Rosa (15 de enero de 1834).
Emigró a Francia, desde donde fue uno de los valedores de María Cristina durante la regencia de Espartero. Murió en París el 6 de julio de 1850 y su cadáver fue repatriado y sepultado en Madrid, en el desaparecido cementerio de San Martín.
Su hermano José María de Cea Bermúdez y Buzo se casó con Catalina Navarro y Rosas, de quien tuvo a Francisco de Cea Bermúdez y Navarro (bau. Málaga, 1821 - 1883), ministro plenipotenciario de España, etc, casado en Santa Justa, Lisboa, el 2 de mayo de 1854 con Ermelinda Maria Augusta Isabel Luísa Gonzaga Allen de Morais Palmeiro (San Tomás de Aquino, París, 11 de septiembre de 1832 - 1917), I vizcondesa de Benavente por decreto de Carlos I de Portugal de fecha desconocida de 1890 en el estado de veuda, con descendencia.

## Órdenes y cargos

### Órdenes

#### Reino de España
- Orden de Carlos III
  - Caballero gran cruz.[3]
  - Caballero pensionado.[4]
- Caballero gran cruz de la Orden Española y Americana de Isabel la Católica[3][5]

#### Extranjeras
- Caballero gran cruz de la Orden Real de la Legión de Honor.[6][7][8] (Reino de Francia)

### Cargos
- 1832 - 1834: Presidente del Consejo de Ministros y Primer secretario de Estado y del Despacho Universal.[9]
- 1823 - 1824: Presidente del Consejo de Ministros y Primer secretario de Estado y del Despacho Universal.[4]
- Consejero de Estado.[4]
- Superintendente general de correos, postas y caminos de España e Indias.[4]